# ساندرو کوئلیو
ساندرو کوئلیو بازیکن فوتبال اهل برزیل است
ساندرو کوئلیو در تیم‌های فوتبال باشگاه فوتبال آمریکا (ریو دو ژانیرو) سابقهٔ حضور دارد.